# رودهوكيتوس
رودهوكيتوس (بالإنجليزية: Rodhocetus)‏ هي جنس منقرض من رُتبة الحيتانيات، وُجدت متحجراته في باكستان، يمتلك العديد من الخصائص التي تملكها الثدييات البرية، وهذا يُعطي دلالة على تطوره خلال الأزمان من الخصائص البرية إلى البحرية، وله فقرات صدرية وعجزية وقطَنية محفوظة. كان للفقرات القطنية نخاع عصبي أكثر مما في الحيتان السابقة، حجم تلك النتوءات على قمة الفقرات حيث كانت العضلات موجودة يشير إلى أن الرودهوكيتوس قد طوّر ذيلاً قوياً بهدف السباحة.
يُحتمل بأن الرودهوكيتوس كان له القدرة على المشي في اليابسة بسبب امتلاكه حوض أصغر من حوض أسلافه متصلاً بالفقرات العجزية، ويُحتمل كذلك بأنه كان يملك زعنفة ذيلية، وأيضاً كانت جمجمته كبيرة جداً مقارنة ببقية الهيكل العظمي. كانت عظام القواطع وعظام المضارس (عظام الفك) ممتدة إلى الأمام أكثر من أسلافه مما جعل الجمجمة أطول وشبيهة بالحيتان أكثر. كانت للضروس قمماً أعلى من الحيتان السابقة وكانت أكثر بساطة وكانت الضروس السفلى عالية أكثر مما هي عريضة.